# Estatira del Pont
Estatira (en llatí Statīra, en grec antic Στάτειρα) era la germana del rei Mitridates VI Eupator del Pont.
El rei va ordenar la seva mort junt amb la de la seva germana Roxana, i dues esposes reials, Berenice i Monima, per evitar que caiguessin en mans de Luci Licini Lucul·le. Estatira va acceptar la seva sort amb la dignitat que s'esperava del seu rang. Tenia uns 40 anys i encara no estava casada, segons diu Plutarc.